# Формоса (город)
Формоса (исп. Formosa) — город в Аргентине.

## География и климат
Город Формоса расположен на крайнем севере Аргентины, на левом берегу реки Рио-Парагвай. Он является административным центром провинции Формоса и её самым крупным городом.
Климат в районе города влажный, субтропический с периодически наступающим летом засушливым периодом. Обычно температуры в летнее время от +30 до +45°С, зимой от +12 до +23°С.

## История
До прихода сюда европейцев район вокруг нынешнего города Формоса был заселён индейскими народами тоба и вичи. Город был основан 8 апреля 1879 года. Название его происходит от староиспанского слова fermosa, в переводе означающего «прекрасная». Так прозвали изгиб реки Парагвай, на котором ныне стоит город, испанские моряки, искавшие здесь легендарные Серебряные горы (Sierra de Plata).

## Экономика и достопримечательности
Город является в первую очередь крупным административным центром. В его экономике важную роль играет переработка местной сельскохозяйственной продукции, в первую очередь хлопка, а также древесины.
Формоса — город современной архитектуры, однако несколько зданий конца XIX — начала XX века представляют интерес для туристов — кафедральный собор, здание Провинциальной администрации и др.

## Местные праздники
- Carneval (февраль)
- Праздник дня города (Día de la Fundación) (8 апреля)
- Праздник кафедральной богоматери (Fiesta de la Virgen de la Catedral) (16 июля)
- Праздник реки (Fiesta del Río) (ноябрь)